# Associazione Calcio Venezia 1965-1966
Questa pagina raccoglie le informazioni riguardanti l'Associazione Calcio Venezia nelle competizioni ufficiali della stagione 1965-1966.

## Stagione
Nella stagione 1965-1966 il Venezia disputa il campionato di Serie B, lo vince con 49 punti in classifica ottenendo la promozione in Serie A insieme al Lecco secondo con 48 punti ed al Mantova terzo con 46 punti, scendono in Serie C la Pro Patria, il Monza ed il Trani.
I neroverdi affidati all'allenatore Armando Segato affrontano il torneo cadetto con alcune novità in formazione, i centrocampisti Dino D'Alessi preso dalla Mestrina e Ferruccio Mazzola arrivato dall'Inter, l'ala Franco Dori pescato nel Dolo ed al rientro dal prestito alla Roma, e tre giovani del vivaio, il portiere Giovanni Bubacco, il mediano Gastone Rizzato e l'ala Lucio Bertogna. Il Venezia partito con pochi crediti, si è affermato strada facendo, conducendo il torneo costantemente nelle prime posizioni e poi nella volata finale vincendolo. Con 14 reti realizzate Silvano Mencacci è giunto terzo nella classifica dei marcatori, dietro a Gianni Bui del Catanzaro e Sergio Clerici del Lecco. In questo torneo per la prima è stato ammesso il cambio del portiere nel corso delle partite. In Coppa Italia il Venezia supera nel primo turno la Sampdoria grazie al sorteggio che l'ha favorita dopo il pareggio (1-1) ottenuto al termine dei tempi supplementari, nel secondo turno i neroverdi cedono il passo alla Lazio.

## Rosa
| N. |                   | Ruolo | Calciatore        |
| -- | ----------------- | ----- | ----------------- |
|    | Italia (bandiera) | A     | Lucio Bertogna    |
|    | Italia (bandiera) | P     | Giovanni Bubacco  |
|    | Italia (bandiera) | D     | Beniamino Cancian |
|    | Italia (bandiera) | A     | Corrado Corradi   |
|    | Italia (bandiera) | C     | Dino D'Alessi     |
|    | Italia (bandiera) | A     | Franco Dori       |
|    | Italia (bandiera) | D     | Renato Graziani   |
|    | Italia (bandiera) | D     | Gianni Grossi     |
|    | Italia (bandiera) | C     | Ferruccio Mazzola |
|    | Italia (bandiera) | A     | Silvano Mencacci  |
|    | Italia (bandiera) | D     | Franco Nanni      |

| N. |                   | Ruolo | Calciatore           |
| -- | ----------------- | ----- | -------------------- |
|    | Italia (bandiera) | C     | Marcello Neri        |
|    | Italia (bandiera) | C     | Corrado Penzo        |
|    | Italia (bandiera) | A     | Angelo Pochissimo    |
|    | Italia (bandiera) | D     | Gastone Rizzato      |
|    | Italia (bandiera) | A     | Gaetano Salvemini    |
|    | Italia (bandiera) | C     | Giulio Cesare Spagni |
|    | Italia (bandiera) | D     | Bartolomeo Tarantino |
|    | Italia (bandiera) | C     | Franco Tosetto       |
|    | Italia (bandiera) | C     | Fausto Vicino        |
|    | Italia (bandiera) | P     | Silvano Vincenzi     |

## Risultati

### Serie B

#### Girone di andata
| Arbitro: | Gussoni (Tradate) |

|            |           |              |
| Pereni 81’ | Marcatori | 89’ D'Alessi |

| Arbitro: | Nobilia (Roma) |

|              |           |                                     |
| Mencacci 59’ | Marcatori | 40’, 49’, 71’ Di Giacomo 69’ Santon |

| Arbitro: | Motta (Monza) |

|          |           |              |
| Zeno 10’ | Marcatori | 33’ Bertogna |

| Arbitro: | Figuccia (Marsala) |

|               |           |  |
| Salvemini 46’ | Marcatori |  |

| Arbitro: | Torelli (Milano) |

|  |           |              |
|  | Marcatori | 66’ Bertogna |

| Arbitro: | Camozzi (Porto d'Ascoli) |

|                                        |           |  |
| Mencacci 1’ Salvemini 11’ Bertogna 72’ | Marcatori |  |

| Arbitro: | Frullini (Firenze) |

|                           |           |  |
| Mencacci 53’ Bertogna 70’ | Marcatori |  |

| Lecco 24 ottobre 1965 8ª giornata | Lecco          | 0 – 0 | Venezia | Stadio Mario Rigamonti\| Arbitro: \| Vitullo (Roma) \| |
| Arbitro:                          | Vitullo (Roma) |       |         |                                                        |

| Arbitro: | Nencioni (Roma) |

|                            |           |  |
| Salvemini 55’ Mencacci 57’ | Marcatori |  |

| Arbitro: | Roversi (Bologna) |

|  |           |              |
|  | Marcatori | 62’ Mencacci |

| Venezia 14 novembre 1965 11ª giornata | Venezia        | 0 – 0 | Genoa | Stadio Pierluigi Penzo\| Arbitro: \| Monti (Ancona) \| |
| Arbitro:                              | Monti (Ancona) |       |       |                                                        |

| Arbitro: | Marengo (Chiavari) |

|           |           |  |
| Baffi 66’ | Marcatori |  |

| Arbitro: | Cimma (Biella) |

|                                                    |           |              |
| Grossi 8’ (rig.) Melonari 21’ (aut.) Salvemini 35’ | Marcatori | 79’ Melonari |

| Arbitro: | De Robbio (Torre Annunziata) |

|                      |           |  |
| Lodi 10’ Carioli 79’ | Marcatori |  |

| Arbitro: | Carminati (Milano) |

|                      |           |                        |
| Dori 13’ Mazzola 89’ | Marcatori | 83’ (rig.) Caposciutti |

| Arbitro: | Di Tonno (Lecce) |

|           |           |                            |
| Bigon 54’ | Marcatori | 41’ Bertogna 84’ Salvemini |

| Venezia 2 gennaio 1966 17ª giornata | Venezia          | 0 – 0 | Pisa | Stadio Pierluigi Penzo\| Arbitro: \| Torelli (Milano) \| |
| Arbitro:                            | Torelli (Milano) |       |      |                                                          |

| Arbitro: | Marengo (Chiavari) |

|            |           |               |
| Iseppi 84’ | Marcatori | 14’ Salvemini |

| Venezia 16 gennaio 1966 19ª giornata | Venezia           | 0 – 0 | Palermo | Stadio Pierluigi Penzo\| Arbitro: \| Orlando (Bergamo) \| |
| Arbitro:                             | Orlando (Bergamo) |       |         |                                                           |

#### Girone di ritorno
| Arbitro: | Acernese (Roma) |

|                                                                   |           |                           |
| Salvemini 2’, 33’ Neri 20’ (rig.) D'Alessi 28’ (rig.) Mazzola 77’ | Marcatori | 37’ Canto 85’ (aut.) Neri |

| Arbitro: | Pieroni (Roma) |

|                              |           |                           |
| Corelli 23’ (rig.) Volpi 40’ | Marcatori | 32’ D'Alessi 34’ Bertogna |

| Arbitro: | Francescon (Padova) |

|                            |           |                |
| Salvemini 38’ Bertogna 48’ | Marcatori | 25’ Maschietto |

| Arbitro: | Genel (Trieste) |

|                    |           |              |
| Recagni 68’ (rig.) | Marcatori | 59’ Mencacci |

| Venezia 6 marzo 1966 24ª giornata | Venezia             | 0 – 0 | Livorno | Stadio Pierluigi Penzo\| Arbitro: \| A. Canova (Bologna) \| |
| Arbitro:                          | A. Canova (Bologna) |       |         |                                                             |

| Arbitro: | Monti (Ancona) |

|                        |           |              |
| Barbato 7’ Vanzini 14’ | Marcatori | 45’ Mencacci |

| Arbitro: | Lo Bello (Siracusa) |

|  |           |             |
|  | Marcatori | 78’ Mazzola |

| Venezia 3 aprile 1966 27ª giornata | Venezia          | 0 – 0 | Lecco | Stadio Pierluigi Penzo\| Arbitro: \| Sbardella (Roma) \| |
| Arbitro:                           | Sbardella (Roma) |       |       |                                                          |

| Arbitro: | Carminati (Milano) |

|                    |           |              |
| Camozzi 42’ (rig.) | Marcatori | 28’ Mencacci |

| Arbitro: | Gussoni (Milano) |

|                                   |           |  |
| Mencacci 45’ Dori 55’ Mazzola 79’ | Marcatori |  |

| Arbitro: | Lo Bello (Siracusa) |

|                    |           |              |
| Bicicli 89’ (rig.) | Marcatori | 45’ Mencacci |

| Arbitro: | Figuccia (Marsala) |

|                                                                    |           |             |
| Neri 7’ Mencacci 17’, 52’ Spagni 55’ Mazzola 74’ Vivian 80’ (aut.) | Marcatori | 59’ Sartore |

| Arbitro: | Piantoni (Terni) |

|  |           |                   |
|  | Marcatori | 62’ (aut.) Ghioni |

| Arbitro: | Torelli (Milano) |

|                          |           |  |
| Mazzola 47’ Mencacci 83’ | Marcatori |  |

| Arbitro: | Marengo (Chiavari) |

|                                          |           |  |
| Seghezza 18’ La Rosa 29’ Caposciutti 34’ | Marcatori |  |

| Arbitro: | Carminati (Milano) |

|                                       |           |              |
| Neri 31’ (rig.) Bertogna 54’ Dori 79’ | Marcatori | 5’ Carminati |

| Arbitro: | Di Tonno (Lecce) |

|                     |           |  |
| Cosma 24’, 36’, 90’ | Marcatori |  |

| Arbitro: | Acernese (Roma) |

|                       |           |                              |
| Neri 35’ Mencacci 60’ | Marcatori | 16’ Merighi 17’, 18’ Rognoni |

| Arbitro: | Motta (Monza) |

|  |           |          |
|  | Marcatori | 86’ Dori |

### Coppa Italia
| Arbitro: | Genel (Trieste) |

|              |           |             |
| D'Alessi 60’ | Marcatori | 35’ Cristin |

| Arbitro: | Bernardis (Trieste) |

|           |           |  |
| Vitali 6’ | Marcatori |  |

## Statistiche

### Statistiche di squadra
| Competizione | Punti | In casa | In casa | In casa | In casa | In casa | In casa | In trasferta | In trasferta | In trasferta | In trasferta | In trasferta | In trasferta | Totale | Totale | Totale | Totale | Totale | Totale | DR  |
| Competizione | Punti | G       | V       | N       | P       | Gf      | Gs      | G            | V            | N            | P            | Gf           | Gs           | G      | V      | N      | P      | Gf     | Gs     | DR  |
| ------------ | ----- | ------- | ------- | ------- | ------- | ------- | ------- | ------------ | ------------ | ------------ | ------------ | ------------ | ------------ | ------ | ------ | ------ | ------ | ------ | ------ | --- |
| Serie B      | 49    | 19      | 12      | 5       | 2       | 37      | 14      | 19           | 6            | 8            | 5            | 16           | 20           | 38     | 18     | 13     | 7      | 53     | 34     | +19 |
| Coppa Italia |       | 1       | 0       | 1       | 0       | 1       | 1       | 1            | 0            | 0            | 1            | 0            | 1            | 2      | 0      | 1      | 1      | 1      | 2      | -1  |
| Totale       |       | 20      | 12      | 6       | 2       | 38      | 15      | 20           | 6            | 8            | 6            | 16           | 21           | 40     | 18     | 14     | 8      | 54     | 36     | +18 |

### Statistiche dei giocatori
| Giocatore     | Serie B  | Serie B | Coppa Italia | Coppa Italia | Totale   | Totale |
| Giocatore     | Presenze | Reti    | Presenze     | Reti         | Presenze | Reti   |
| ------------- | -------- | ------- | ------------ | ------------ | -------- | ------ |
| L. Bertogna   | 32       | 8       | ?            | ?            | 32+      | 8+     |
| G. Bubacco    | 17       | -21     | ?            | ?            | 17+      | -21+   |
| B. Cancian    | 3        | 0       | ?            | ?            | 3+       | 0+     |
| C. Corradi    | 2        | 0       | ?            | ?            | 2+       | 0+     |
| D. D'Alessi   | 35       | 3       | ?            | ?            | 35+      | 3+     |
| F. Dori       | 12       | 4       | ?            | ?            | 12+      | 4+     |
| R. Graziani   | 1        | 0       | ?            | ?            | 1+       | 0+     |
| G. Grossi     | 36       | 1       | ?            | ?            | 36+      | 1+     |
| F. Mazzola    | 26       | 6       | ?            | ?            | 26+      | 6+     |
| S. Mencacci   | 37       | 14      | ?            | ?            | 37+      | 14+    |
| F. Nanni      | 4        | 0       | ?            | ?            | 4+       | 0+     |
| M. Neri       | 38       | 4       | ?            | ?            | 38+      | 4+     |
| C. Penzo      | 1        | 0       | ?            | ?            | 1+       | 0+     |
| A. Pochissimo | 17       | 0       | ?            | ?            | 17+      | 0+     |
| G. Rizzato    | 33       | 0       | ?            | ?            | 33+      | 0+     |
| G. Salvemini  | 27       | 9       | ?            | ?            | 27+      | 9+     |
| G. Spagni     | 36       | 1       | ?            | ?            | 36+      | 1+     |
| B. Tarantino  | 37       | 0       | ?            | ?            | 37+      | 0+     |
| F. Tosetto    | 1        | 0       | ?            | ?            | 1+       | 0+     |
| F. Vicino     | 2        | 0       | ?            | ?            | 2+       | 0+     |
| S. Vincenzi   | 22       | -13     | ?            | ?            | 22+      | -13+   |